# Zahlenkampfspiel

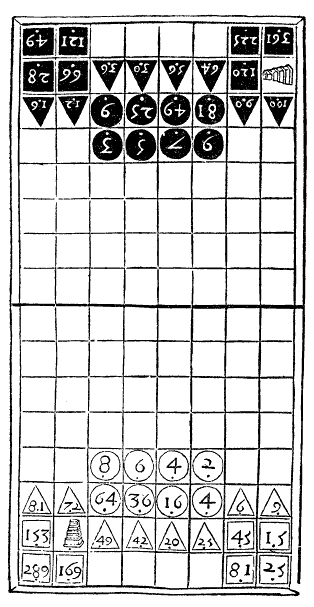
Spielbrett nach der Darstellung bei Claude de Boissière (1556)

Das Zahlenkampfspiel (lateinisch numerorum conflictus oder griechisch-lateinisch rithmomachia, arithmomachia oder Rithmomachie, später auch Philosophenspiel) war ein mittelalterliches Brettspiel, basierend auf den Harmonietheorien des Boëthius (welche sich an der Einführung in die Arithmetik des Nikomachos von Gerasa orientierten) und durchaus in Konkurrenz zum Schach stehend.
Anfänglich im frühen 11. Jahrhundert als Wettstreit zwischen zwei mathematisch geschulten Meistern gedacht, erlangte es schnell Verbreitung in ganz Europa, besonders in Frankreich, England und im Heiligen Römischen Reich. Besonders beliebt war der Gebrauch zu didaktischen Zwecken in den europäischen Domschulen, um Arithmetik, Proportionenlehre und Musiktheorie spielerisch zu erlernen. Seine Popularität hielt bis weit ins 16. Jahrhundert an, noch Thomas Morus und Gottfried Wilhelm Leibniz kannten es. In nachfolgender Zeit wurde es fast vollständig vergessen und erst von Historikern im 19. und 20. Jahrhundert wiederentdeckt (als besonders verdienstvoll ist dabei Arno Borst zu nennen).

## Erfindung und Verbreitung
Den Ausgangspunkt bei der Erfindung des Zahlenkampfspiels bildet der sogenannte Wormser Schulstreit, der in den 1030er Jahren stattfand. Hierbei handelte es sich um eine Auseinandersetzung zwischen den Domschulen zu Worms und Würzburg, vor allem da Worms den Vorrang der Würzburger Schule nicht länger hinnehmen wollte. In der Forschung wird davon ausgegangen, dass vermutlich ein Vetter des Kaisers Konrad II., der beiden Bischofsstädten nahestand, einen Wettstreit der Gelehrsamkeit vermittelte (wobei beide Schulen auch um den Zulauf aus der adligen Elite für ihre Schule rangen).

Das Zahlenkampfspiel in der Lütticher Fassung um 1070

In diesen Kontext fällt die Erfindung des Zahlenkampfspiels durch einen Würzburger Geistlichen namens Asilo, der eine Anleitung zur „rithmimachia“ (Quinque genera inequalitatis) verfasste und welcher mit dem 1045 zum Bischof von Würzburg ernannten Adalbero identisch sein könnte. Dies vermutet zumindest Arno Borst, da Adalbero in den 1020er Jahren die Domschule in Würzburg besucht hatte, zumal er im benachbarten Bamberg besten Zugang zu den Schriften des Boëthius besaß (besonders De institutione arithmetica), welche entscheidend für das Zahlenkampfspiel waren. Demgegenüber vermutet Enno Bünz aufgrund philologisch-namenkundlicher Überlegungen und gründlicher Kenntnis des Würzburger Domkapitels hinter dem Verfasser des Rundschreibens Asilo entweder den Domdekan Aselo oder den Dompropst Acelin, welche nicht nur langjährige Mitglieder des Domkapitels waren, sondern bereits vorher die Würzburger Domschule besucht hatten (wobei Bünz eher zum Domdekan Aselo/Asilo als Erfinder tendiert, auch wenn dies freilich aufgrund der Überlieferungslage nie endgültig zu klären sein wird). Dadurch würden die beiden Domkanoniker weit eher in den Kontext einer möglichen Urheberschaft des Zahlenkampfspiels rücken als etwa der spätere Bischof Adalbero (dessen Mitgliedschaft im Würzburger Domkapitel nach Bünz ohnehin fraglich ist), und dies würde so für das in der Forschung erarbeitete Gesamtbild der Bedeutung und Qualität der Würzburger Domschule im 11. Jahrhundert sprechen.
Zwar dürfte der Wormser Schulstreit nicht bei einer Partie Zahlenkampf entschieden worden sein, doch das Rundschreiben Asilos, welches das Spiel beinhaltete, fand schnell rasche Verbreitung, zunächst bei anderen Gelehrten, wie etwa Hermann der Lahme, der das Spiel vor allem theoretisch prüfte (besonders rückgreifend auf die Musik- und Harmonietheorien des Boëthius). Damit gewann das Spiel besonders in der gelehrten Welt großes Ansehen. Es verbreitete sich rasch in Europa, besonders im Reich, Frankreich und England.
Um 1070 gelangte es an die Domschule zu Lüttich und erfuhr dort eine entscheidende Neubearbeitung. Zum einen nannte der anonyme Überarbeiter das Spiel zum ersten Mal treffend Zahlenkampf (numerorum conflictus), zum anderen gab er dem Spielbrett eine feste Form (8 × 16 Felder), was Asilo in der ursprünglichen Variante nicht getan hatte (dieser sprach lediglich von einem Brett mit Feldern). Weiter ordnete er die Steine so an, wie es später üblich wurde, vor allem um den Spielfluss zu verbessern, ebenso trennte er die Spielhälften durch eine Trennlinie. Zudem fügte der Lütticher Anonymus eine Reihe von Zahlentabellen an, mit denen das Spiel gewonnen werden konnte. Damit war das Zahlenkampfspiel endgültig zu einem didaktischen Mittel geworden, vor allem für Domschulmeister, um den Zöglingen Arithmetik und Proportionslehre beizubringen, während es bei Asilo noch als gelehrter Wettstreit zwischen zwei Meistern gedacht war. In dieser gestrafften Form verbreitete sich das Zahlenkampfspiel sehr rasch, seine vollständige Abrundung erfuhr es nach 1090 durch Odo von Tournai, der alle vorherigen Überarbeitungen kompilierte und das Spiel in eine einheitliche Form brachte. 1572 veröffentlichte Francesco Barozzi in Venedig eine Fassung, die von August II., Herzog von Braunschweig, ins Deutsche übersetzt wurde. Es blieb bis ins 16. Jahrhundert hinein beinahe unverändert und erfreute sich bei Laien wie bei Geistlichen großer Beliebtheit (immer in Konkurrenz zu dem freilich weit populäreren Schach).

## Zahlentheorie des Boëthius als Grundlage des Zahlenkampfspiels

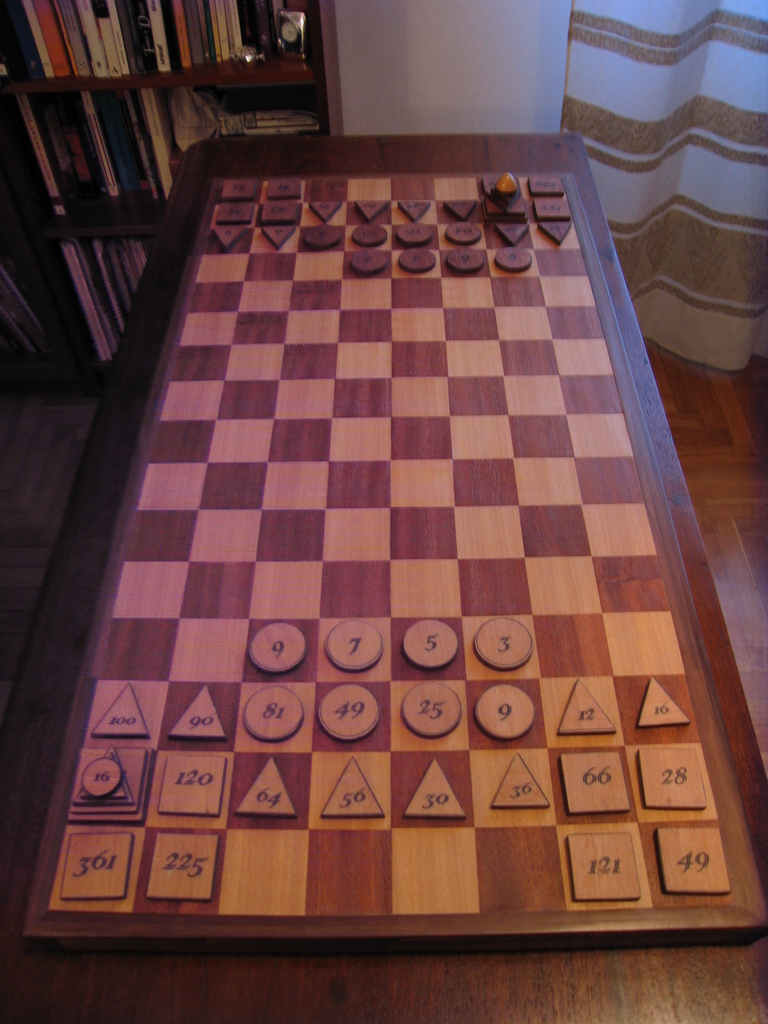
Moderner Nachbau eines Spielbrettes

Ohne die zugrundeliegenden mathematischen Theorien des Mittelalters, die sich besonders auf Boëthius bezogen, kann man nicht verstehen, warum und wie die jeweiligen Zahlen beim Zahlenkampfspiel so und nicht anders auf dem Spielbrett verteilt sind. Wichtiger Ausgangspunkt dabei ist die mittelalterliche Vorstellung von Proportionen, welche immer auf Grundlage der {\displaystyle 1} basierten, da alle anderen Zahlen immer nur Vielfache von {\displaystyle 1} darstellen (dies kann heutzutage stark verwirren, da wir nicht mehr in Proportionen denken).
Ausgangspunkt beim Zahlenkampfspiel bildeten nun die Zahlen {\displaystyle 1} bis {\displaystyle 10}, also die Fingerzahlen, wobei die {\displaystyle 1} weggelassen wurde, denn diese galt nach Boëthius als gesonderter Wert und als Richtzahl für alle anderen, ebenso die {\displaystyle 10}, diese galt als Anfang der sogenannten Gelenkzahlen und gehörte damit für Boëthius nicht in die gleiche Reihe mit den Zahlen von 1 bis 9. Übrig blieben also die natürlichen Zahlen von {\displaystyle 2} bis {\displaystyle 9}, die jeweils nach gerade und ungerade aufgeteilt wurden, sodass jeder Spieler vier Grundzahlen hatte ({\displaystyle 2,4,6,8} bzw. {\displaystyle 3,5,7,9}). Demnach hatte ein Spieler die geraden Grundwerte (die Seite Gerade) und sein Gegner die ungeraden (die Seite Ungerade); dennoch treten auf der Seite der Geraden auch ungerade Zahlen und umgekehrt auf. Aufbauend auf diesen Grundwerten mussten nun nach Boëthius deren Erweiterungen errechnet werden, die sich anders als heutzutage nicht auf Quantitäten an sich, sondern auf Proportionen stützten (etwa Verhältnisse von {\displaystyle 1:2,2:3} usw.).
Asilo hatte aber nur die erste Proportion, die ersten multiplices ({\displaystyle n^{2}}), in seinem Rundschreiben erwähnt. Wer spielen wollte, musste aber die Schriften des Boëthius und die darauf basierende Schrift eines Würzburger Domschülers (De aggregatione naturalium numerorum) kennen, denn ausgehend von den multiplices (Vielfachen) kamen die superparticulares (Überteiligen) und die superpartientes (Mehrfachteiligen) hinzu.

### Proportionen nach Boëthius
Vielfach (multiplex) gestaltete sich nach Boëthius ein Verhältnis zwischen zwei Zahlen, wenn die größere Zahl die kleinere Zahl mehr als einmal in sich enthielt.
Die einfachste Form ist der zweite multiplex einer Grundzahl {\displaystyle n}, also {\displaystyle n^{2}}.
Überteilig (superparticularis) bezeichnete das Verhältnis zwischen zwei Zahlen, wenn die größere Zahl nicht nur die kleinere Zahl einmal enthielt, sondern auch noch einen einzigen Teil von ihr (also einen einfachen Bruch wie {\displaystyle {\tfrac {1}{2}},{\tfrac {1}{3}},{\tfrac {1}{4}}} usw.). Zum Beispiel ist dies für die {\displaystyle 4} die {\displaystyle 6}, denn die {\displaystyle 6} enthält die {\displaystyle 4} einmal ganz und zudem die Hälfte von {\displaystyle 4} ({\displaystyle 6=4+{\tfrac {4}{2}}}).
Allgemein sind die beiden ersten superparticulares {\displaystyle n\cdot (n+1)} und {\displaystyle \left(n+1\right)^{2}}.
Mehrfachteilig (superpartiens) war bei Boëthius das Verhältnis, wenn die größere Zahl nicht nur die kleinere Zahl ganz enthielt, sondern auch mehrere Teile der kleineren Zahl (also einen mehrfachen Bruch wie {\displaystyle {\tfrac {2}{3}},{\tfrac {3}{4}},{\tfrac {4}{5}}} usw.). Nimmt man also die {\displaystyle 9} (als superparticularis von {\displaystyle 6}), dann ist deren erster superpartiens die {\displaystyle 15} (als Summe aus {\displaystyle 9} und {\displaystyle {\tfrac {2}{3}}} von {\displaystyle 9}). Zur {\displaystyle 15} mehrfachteilig verhält sich nun die {\displaystyle 25} (als Summe aus {\displaystyle 15} und {\displaystyle {\tfrac {2}{3}}} von {\displaystyle 15}).
Allgemein sind die beiden ersten superpartientes {\displaystyle \left(n+1\right)\cdot \left(2n+1\right)} und {\displaystyle \left(2n+1\right)^{2}}.

### Bedeutung für das Spiel
Aus diesen Regeln erhielt man damit (wenn man Boëthius kannte), eine Reihe von Zahlen:
{\displaystyle n,n^{2},n\cdot \left(n+1\right),\left(n+1\right)^{2},\left(n+1\right)\cdot \left(2n+1\right)} und {\displaystyle \left(2n+1\right)^{2}}
Da das Spiel auf acht Grundwerten basierte ({\displaystyle 2} bis {\displaystyle 9}), erhielt man damit insgesamt 48 Werte, also jeweils 24 pro Spieler. Aufgrund der Rechnung mit Proportionen kam es also auch vor, dass einige Zahlen mehrfach auftauchten, jedoch in unterschiedlichen Qualitäten, z. B. mal als Grundwert, zugleich als superparticularis (etwa die {\displaystyle 6} oder {\displaystyle 9}).

### Die Pyramiden
Eine besondere Bedeutung nahm noch die Figur der Pyramide ein (ähnlich dem König im Schach). Eine Pyramide kam auf jeder Seite einmal vor, bei den Geraden die {\displaystyle 91}, bei den Ungeraden die {\displaystyle 190}. Die erste Pyramide war, wieder nach Boëthius, die Summe der Quadrate der ersten sechs natürlichen Zahlen ({\displaystyle 1^{2}+2^{2}+3^{2}+4^{2}+5^{2}+6^{2}=91}). Dies war für Boëthius eine vollkommene Pyramide, weil sie von der Basis, hier vom Quadrat über {\displaystyle 6}, bis zur Spitze {\displaystyle 1} keine Stufe ausließ. Die Pyramide {\displaystyle 190} hingegen war die Summe aus den Quadraten über den natürlichen Zahlen 4 bis 8 ({\displaystyle 4^{2}+5^{2}+6^{2}+7^{2}+8^{2}=190}). Da die ersten drei Quadratzahlen an der Spitze fehlten, wurde sie dreifach gekürzt genannt.

## Das Spiel

### Aufbau des Spielfeldes

Ausschnitt aus dem Zahlenkampfspiel: Die Proportionen werden entlang der Pfeile aufgebaut

Seine entscheidende Überarbeitung (besonders in Sachen Spielbarkeit) erhielt das Zahlenkampfspiel in der Lütticher Version von 1070. Nicht nur bestimmte der Lütticher Anonymus, dass das Spielfeld 8 × 16 Felder besitzen sollte, er ordnete auch die verschiedenen Steine jeweils nach ihren Proportionen sinnvoll an und gab ihnen verschiedene Größen. Die Vielfachen seien die kleinsten, die Überteiligen die größeren, die Mehrfachteiligen die größten. Die Geraden acht Kleinsten in weiß, bei den Ungeraden in schwarz, die acht Mittleren bei den Geraden in rot, bei den Ungeraden in weiß, die acht Größten bei den Geraden in schwarz, bei den Ungeraden in Grün.
Aufgestellt waren diese nach ihren Proportionen:
Die Grundwerte vorne in der Mitte, ihre Vielfache dahinter. Daran schlossen sich die Überteiligen an, nämlich die beiden Überteiligen jeweils unter bzw. über den äußeren Grundwerten (also über der 2 ihre Überteiligen 6 und 9, unter der 8 die 72 und 81). Rechts hinter der 2 stand also ihr Vielfaches 4, darüber die 6, über dieser die 9, sodass sich multiplices und superparticulares aneinander im rechten Winkel anschlossen. Die übrigen superparticulares wurden ebenfalls im rechten Winkel verteilt. In die beiden oberen bzw. unteren Ecken kamen die superpartientes, diese schlossen sich jeweils an die jeweiligen superparticulares an, erneut im rechten Winkel. Damit waren die Proportionen eines Grundwertes auf dem Spielbrett zusammenhängend verbunden. Damit gestalteten sich die Reihen der Proportionen bei den Geraden beispielsweise folgendermaßen:
| Grundwert | multiplex | erster superparticularis | zweiter superparticularis | erster superpartiens | zweiter superpartiens |
| --------- | --------- | ------------------------ | ------------------------- | -------------------- | --------------------- |
| 2         | 4         | 6                        | 9                         | 15                   | 25                    |
| 4         | 16        | 20                       | 25                        | 45                   | 81                    |
| 6         | 36        | 42                       | 49                        | 91                   | 169                   |
| 8         | 64        | 72                       | 81                        | 153                  | 289                   |

Die Farbgebung, die ebenfalls in Lüttich vorgenommen wurde, macht die Verteilung der jeweiligen Proportionen sehr deutlich.
Eine Aufstellung nebeneinander in einer Reihe (wie beim Schach) hätte den Spielfluss enorm behindert, denn die vorderste Reihe wäre nur von Vielfachen besetzt gewesen, die sich zum einen nur sehr schwer bewegen und zugleich auch vom Gegner nur sehr schwer beseitigen ließen.

### Regeln
Asilo hatte schon in seinem Rundschreiben in den 1030er Jahren die fünf Hauptregeln aufgestellt, die fortan fast unverändert gültig blieben – sie wurden lediglich anders angeordnet:
1. Ein eigener Stein durfte einen gegnerischen Stein wegnehmen, wenn die Zahl der dazwischenliegenden Felder, multipliziert mit dem Zahlwert des eigenen Steines, den Wert des gegnerischen Steines genau erreichte. Dies war eine entscheidende Regel, denn damit waren nicht die größten Zahlen, sondern die kleinsten am mächtigsten. Etwa konnte eine 2 über acht Felder hinweg eine 16 schlagen usw.
2. Ein gegnerischer Stein wurde weggenommen, wenn er von eigenen Steinen, sei es in gerader Linie oder im rechten Winkel, so umstellt war, dass Produkt oder Summe der Anlieger dem Wert des eingeschlossenen Steines gleichkamen. Etwa schlugen die Geraden Werte 15 und 49 die Ungerade überteilige 64. Voraussetzung war, dass die Steine durch korrekte Züge in Position gelangt waren und in unmittelbarer Nachbarschaft lagen.
3. Bei einem ordnungsgemäßen Zug (d. h. direkt auf das Feld des gegnerischen Steins ohne Multiplikation o. Ä.) nahm der eigene Stein denjenigen gegnerischen Stein weg, dessen Zahlenwert gleich dem eigenen war, dabei wurde das Feld des Gegners besetzt, z. B. schlug die Gerade 81 die Ungerade 81, hierbei ging es um den Wert der Zahl, nicht um die Proportion.
4. Eine Pyramide konnte dann geschlagen werden, wenn ihre Basis, die im gegnerischen Lager stand, sie durch einen ordnungsgemäßen Zug traf. Da die Pyramide als Aufbau von übereinander geschichteten Quadraten gedacht war, fielen auch gleichzeitig alle darüber errichteten Quadrate, wenn die Basis der Pyramide getroffen wurde. Wenn also der Ungerade superparticularis 36 aus dem dritten Feld die Gerade Pyramide 91 traf, beseitigte er neben ihr die Steine 4 (nur einen der beiden), 9, 16, 25 (wieder nur einen der vorhandenen) und 36 (als Quadrate über 2, 3, 4, 5 und 6). Damit waren Pyramiden besonders gefährdete Steine.
5. Primzahlen wurden dann weggenommen, wenn sie von allen Seiten umzingelt waren und über kein freies Feld entkommen konnten. Dies sollte die anscheinende Unverwundbarkeit der kleinen Zahlen ausgleichen. Zur Umzingelung benötigte man aber schon vier Steine, demnach gestaltete sich dies sehr schwierig.

Asilo hatte zudem bestimmt, dass die Steine nur in geraden Linien oder im rechten Winkel gezogen werden konnten, ferner durfte der Weg zum gegnerischen Stein nicht durch andere Steine blockiert sein. Zudem bestand die Regel, dass die Steine nach Proportion zur 1 unterschiedlich weit ziehen konnten, die Grundwerte nur 1 Feld, die multiplices 2, die superparticulares 3 und die superpartientes 4 Felder.

### Siegbedingungen
Damit man sich nicht in seiner eigenen Hälfte verschanzte, musste nach Asilo jeder Stein seine Ausgangsposition verlassen haben. Dies wurde aber in späteren Überarbeitungen gestrichen.
Wichtiger war die eigentliche Siegbedingung, die den gesamten Charakter des Spieles deutlich machte:
Man musste im Lager des Gegners eine arithmetische oder harmonische Reihe aus drei Steinen errichten. Dies sollte erstens wieder einmal die Theorien des Boëthius einüben, zugleich wurde so aber auch der Vorrang der Harmonie über den Konflikt betont. Hermann der Lahme brachte als zusätzliche Möglichkeit die große Harmonie nach Boëthius ein, die allerdings nicht von jedem übernommen wurde, benötigte man dafür doch schon eine Viererreihe, deshalb seien hier nur die arithmetische und die harmonische Reihe genannt:
Arithmetische Reihe: Das arithmetische Mittel des Boëthius bestand aus drei oder mehr Gliedern (termini), zwischen denen gleiche Differenzen herrschten, etwa aus 1, 2, 3 mit der Differenz 1 oder aus 1, 3, 5 mit der Differenz 2. Asilo beschränkte sich auf dreigliedrige Reihen, dabei war das mittlere Glied die halbe Summe der beiden äußeren Glieder, dafür ergaben sich also zahlreiche Kombinationen.
Harmonische Reihe: Hier waren die Glieder durch eine Mischung aus Differenz und Proportion verbunden. Die Differenz zwischen dem größten und dem mittleren Glied einerseits, die Differenz zwischen dem mittleren und kleinsten Glied andererseits, traten zueinander ins gleiche Verhältnis wie das größte zum kleinsten Glied, etwa bei 3, 4, 6, wo 6 − 4 und 4 − 3 so zueinander standen wie 6 zu 3 (nämlich 2 : 1). Für eine harmonische Reihe war es jedoch nötig, einen gegnerischen Stein zu erbeuten, worin der Reiz dieser Option lag.
Wer den ersten Stein einer Reihe im gegnerischen Feld setzte, musste dies ansagen; natürlich konnte sich der Gegner dazwischendrängen, tat aber besser daran, seinerseits eine Reihe im Lager des Gegners zu errichten. Dabei durfte der Stein, der als Beginn einer Reihe angesagt wurde, nicht weggenommen werden. Erbeutete Steine konnten zunächst aus dem Spiel genommen, später durften sie wieder eingebracht werden.
Gewonnen hatte also derjenige, der als Erster eine Harmonie im Lager des Gegners stiftete und damit den Streit, das Ungleiche, wieder zur Gleichheit versöhnte. Dies stand ganz im Sinne der Ethik und der Philosophie des Mittelalters, als Erbe des Boëthius.